# Enzo Lippolis
Enzo Lippolis (Mottola, 1º luglio 1956 – Milano, 3 marzo 2018) è stato un archeologo italiano.

## Biografia
Nato a Mottola fece gli studi superiori al Liceo Archita di Taranto.
Lippolis, laureatosi all'Università degli Studi di Perugia nel 1978, si è poi specializzato presso l'Università degli Studi di Napoli Federico II, ottenendo il dottorato in Archeologia nel 1987.
Lippolis fu direttore del Museo Archeologico Nazionale di Taranto dal 1989 al 1995, direttore del Museo Nazionale Etrusco di Marzabotto dal 1995 al 2000. Dal 1 novembre 2001 era titolare della cattedra di Archeologia classica alla Sapienza - Università di Roma. Dal 2012 fino alla sua morte è stato direttore del Dipartimento di Archeologia classica della Sapienza. Da direttore in quasi 6 anni aveva portato il dipartimento romano dal 101º al 1º posto mondiale nella classifica stilata dall'agenzia mondiale di ranking universitari Quacquarelli-Symonds.
Nel contempo ha partecipato e condotto numerosissime campagne di scavo in Magna Grecia e all'estero. Nel 2005 venne insignito dall’Accademia dei Lincei del premio alla carriera.
Lippolis era uno studioso prolifico autore di oltre duecento pubblicazioni e fondatore di riviste specialistiche quali Taras e Thiasos. 
Le sue opere studiano le colonie greche nel sud Italia, compresi i siti di Salpia Vetus e Taranto.
Fra i suoi libri più importanti va annoverato certamente Mysteria - Archeologia e culto del santuario di Demetra a Eleusi, Bruno Mondadori Editore, nel quale Lippolis interroga sapientemente le fonti e i luoghi cari alla dea Demetra per giungere ad un fine approfondimento sui cosiddetti Misteri Eleusini, i rituali segreti che in tutte le parti del mondo greco ricoprirono un ruolo di massima importanza religiosa.
Lippolis è scomparso prematuramente per un malore improvviso la sera del 3 marzo 2018, dopo aver partecipato al talk show Le parole della Settimana di Massimo Gramellini in onda su Rai3.

## Vita privata
Residente a Bologna, era sposato con la Professoressa Isabella Baldini, docente dell’Alma Mater Studiorum, e aveva due figlie.

## Opere
- con Giorgio Rocco: Archeologia greca. Cultura, società, politica e produzione. Mondadori, Milano 2011, ISBN 978-88-6159-488-3.
- mit Salvatore Garraffo, Massimo Nafissi: Taranto. (= Culti greci in occidente. Fonti scritte e documentazione archeologica. Bd. 1). Ist. per la Storia e l’Archeologica della Magna Grecia, Taranto 1995.
- con Antonietta Dell’Aglio: Catalogo del Museo Nazionale Archeologico di Taranto. II, 1. Ginosa e Laterza. la documentazione archeologica dal VII sec a.C. Scavi 1900–1980. Ministero per i Beni Culturali e Ambientali, Soprintendenza Archeologica della Puglia, 1992.
- Mysteria. Archeologia e culto del santuario di Demetra a Eleusi. Bruno Mondadori Editore, Milano 2006, ISBN 88-424-9201-9
- con Rita Sassu: Il ruolo del culto nelle comunità dell’Italia antica tra IV e I sec. a.C. Strutture, funzioni e interazioni culturali (= Thiasos. Rivista di archeologia e storia dell’architettura antica. Bd. 10). Edizioni Quasar, Roma 2018, ISBN 978-88-7140-877-4.
- con Monica Livadiotti e Giorgio Rocco "Architettura greca. Storia e monumenti del mondo della polis dalle origini al V secolo", Bruno Mondadori ed. 2007 ISBN 978-88-4249-220-7